# Phaidra

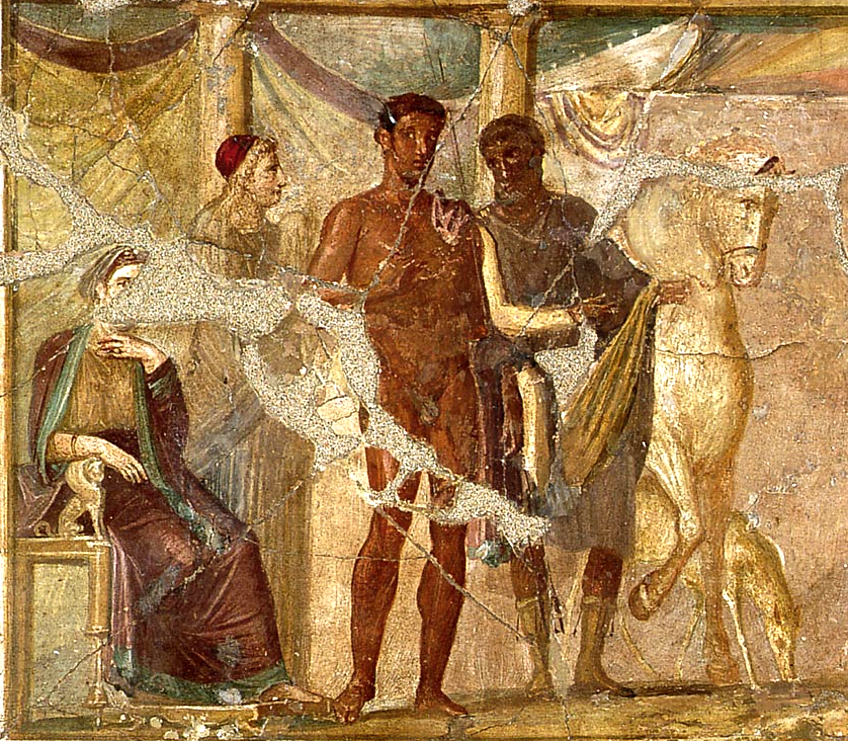
Hüppolütosz és Phaidra, pompeii falfestmény

Phaidra, latinos névalakban Phaedra tragikus sorsú athéni királyné a görög mitológiában. Szülei Minósz krétai király és Pasziphaé, nővére Ariadné voltak. Amikor Thészeusz elhajózott Krétáról, Ariadné mellett Phaidrát is magával vitte. Noha Ariadnénak ígért házasságot, őt elhagyta, és húgát, Phaidrát vette feleségül.
Thészeusz korábbi felesége Hippolüté, az amazonok királynője volt, tőle született Hippolütosz nevű fia. Phaidra beleszeretett Hippolütoszba, azonban a fiú visszautasította mostohaanyja közeledését. A sértett asszony csábítással vádolta a fiút, ezért Thészeusz apjához, Poszeidónhoz fordult büntetésért. Az isten halállal büntette unokáját, Phaidra pedig szégyenében öngyilkos lett.
Az ókori görög irodalomban a témát Euripidész dolgozta fel Hippolütosz című drámájában, de a mítosz megjelenik Seneca műveiben is. Jean Racine klasszikus darabja (Phédre, 1677) az antik tragédiát lélektani síkra helyezi át.
A zeneirodalomban is népszerű történetből Jean-Philippe Rameau (1733), Christoph Willibald Gluck (1744), Giovanni Paisiello (1788), Johann Simon Mayr (1820) és Ildebrando Pizzetti (1915) írt operát.